# The Nexus (Album)
The Nexus ist das zweite Studioalbum der schwedisch-dänischen Metal-Band Amaranthe. Das Album wurde in Deutschland am 22. März 2013 veröffentlicht.

## Titelliste

### Standard-Edition
1. Afterlife – 3:15
2. Invincible – 3:11
3. The Nexus – 3:16
4. Theory of Everything – 3:35
5. Stardust – 3:09
6. Burn With Me – 4:01
7. Mechanical Illusion – 4:01
8. Razorblade – 3:05
9. Future On Hold – 3:17
10. Electroheart – 3:48
11. Transhuman – 3:55
12. Infinity – 3:05

### Bonustracks
1. Afterlife (Acoustic) –
2. Burn With Me (Acoustic) – 3:52
3. Hunger (Acoustic) – 3:22
4. Hunger (Remix) – 3:17

## Rezeption
Auch beim Zweitwerk setzte sich die kontroverse Berichterstattung fort. Auf metal.de betrachtete Florian Schörg das Album kritisch und kommentierte, es handele sich auch bei The Nexus „nicht um ein mit Leidenschaft und Überzeugung eingespieltes Stück Musik, sondern [es wirke] eher wie ein durchkalkuliertes Styling-Produkt“, und er könne auf dem Album keinerlei Leidenschaft oder Überzeugung entdecken. Hingegen bewertete Frank-Christian Mehlmann auf metalnews.de das Album positiv und kommentierte: „Jeder Handgriff sitzt und jeder Song schlägt ein wie eine Bombe. Die Refrains sind gleich im Ohr und das Album rauscht nur so mit Hits an einem vorbei.“ Zudem bleibe „alles wie zuvor – die Band kann nur gehasst oder geliebt werden“.